# Халед Корбі
Халед Корбі (араб. خالد القربي; нар. 16 грудня 1985, Мануба, Туніс) —— туніський футболіст, що нині грає за футбольний клуб «Ас-Сайлія» та за національну збірну Тунісу.

## Титули і досягнення
- Переможець Чемпіонату африканських націй: 2011